# 최대교
최대교(崔大敎, 일본식 이름: 江本大敎, 1901년 1월 21일 ~ 1992년 10월 21일)는 대한민국의 제6대 서울고등검찰청 검사장을 역임한 법조인이다. 본관은 강화(江華)이며, 전라북도 익산시 출신이다. 호는 화강(華岡)이다.

## 생애
1919년 3월에 익산금마보통학교를 졸업했으며 1923년 3월에 경성제1고등보통학교에 입학했다. 1926년 3월에는 호세이 대학 예과를 졸업했고 1929년 3월에는 호세이 대학 법문학부 법학과를 졸업했다. 1932년 11월에 실시된 일본 고등문관시험 사법과에 합격했으며 1933년 11월 7일에 평양지방법원 및 평양지방법원 검사국에서 사법관 시보로 임용되었다. 1933년 11월 15일부터 1934년 3월 31일까지 평양지방법원 검사대리를 겸임했고 1935년 7월 25일에 평양지방법원 예비검사로 임명되었다.
1936년 6월 30일에 부산지방법원 진주지청 검사로 임명되면서 조선총독부 검사로 근무했으며 1938년 4월 20일에는 부산지방법원 검사로 임명되었다. 1940년 11월 30일에는 함흥지방법원 검사로 임명되었고 1941년 3월 29일부터 1942년 3월 25일까지 함경남도 함흥예방구금위원회 위원을 역임했다. 1942년 3월 25일에 광주지방법원 검사로 임명되었고 1944년 4월에는 오종기(吳宗棋)에 대해 위안부 강제 징용과 관련된 유언비어를 유포한 혐의로 기소했다.
1944년 11월 15일부터 1945년에 해방될 때까지 전주지방법원 정읍지청 검사로 근무했다. 1945년 3월 2일에는 송병하(宋炳夏)에 대해 태평양 전쟁과 관련된 유언비어를 유포한 혐의로 기소했다. 1945년 5월 23일에는 "일본이 태평양 전쟁에서 패전할 것이므로 징병을 기피하자. 소련으로 도주해서 일본의 군용 열차를 전복시키고 식량계 직원을 살해하자."고 말한 김태영(金泰碤), 김정길(金正吉) 등을 기소하였다. 이러한 행적으로 인해 민족문제연구소의 친일인명사전에 수록되었다.
일제강점으로부터 해방 이후인 1945년 11월 19일 전주지방법원 검사장으로 임명되었던 최대교는 1949년 1월 25일에 반민특위 조사관 등 요인 암살 음모 혐의로 체포되었던 노덕술에 대해 직접 피의자 신문을 하였으며 4월 16일에 대통령 담화 및 제반 사항에 관하여 담화를 발표하면서 "국회의원 김상돈의 업무상 과실치사 사건에 관하여 "업무상 과실치사 외에는 책임이 없다"고 하면서 "공판에 회부하였다. 유엔 한국위원단에 미군 철퇴 요청서를 제출하거나 미군 군사사절단 설치를 반대했던 국회의원에 대한 국가보안법 위반 검거가 잇따르는 것에 대해 최대교는 "이적행위로 본다"고 말했다. 또,  감찰위원장 정인보가 상공부장관 임영신을 사기 및 수뢰 혐의로 검찰에 고발했을 때, 상부에서 불기소처분하라는 압력에도 불구하고 배임 및 배임교사, 수뢰 등의 혐의로 기소했으나 무죄가 선고되자 사표를 제출하고 서울시에서 변호사 사무실을 개업했다.
서울지방검찰청 검사장에 임명된 최대교는 1949년 7월 23일에 최대교는 해방후 법학자동맹에 가입하고 검사 임용되기 전에 남로당에 입당한 것으로 드러난 서울지방검찰청 차장검사 김영재를에 대해 시경찰국 사찰과원에 명령하여 "남로당 프락치 혐의로 체포하게 하였다"고 하면서  "남북노동당과 결탁하고 정보를 제공하거나 밀정 행위를 하는 언론인이 있다면 당연히 처벌받아야 할 것이다"고 말했다. 8월 3일에 국회의원 김명동을 업무상 횡령 및 수뢰로 체포하였다. 김영재 구속과 관련하여 1949년 8월 27일에 사표를 제출하여 9월 23일에 정식으로 수리되면서 "지식의 부족과 덕이 적은 관계로 재직 중에 많은 과오를 범하였을는지 모르며 또 공평하게 하려고 한 것이 도리어 불공평한 결과를 가져왔는지 몰라도 나로선 성심성의껏 직무에 충실하였던 것이다."고 말하면서 7년간의 관직 생활을 청산하는 소감에 대해 "감개가 무량하다"고 말했다.
한국전쟁이 발발하고 중공군의 개입으로 1·4 후퇴를 하자 최대교는 경상북도 김천시에서 변호사 개업을 했으나 감찰위원 발령을 받았으나 경찰서장이 수시로 보내는 지프 차를 피하면서까지 감찰위원을 거절했다.
서울지방검찰청 검사장으로 있다 대구고등검찰청 검사장으로 승진할 것이 유력하게 거론되었으나 해당 인사는 이루어지지 않았다.
1953년 12월 18일에 화신 점유권을 다투는 민사재판에서 원고인 한학수 측 증인으로 재판에 출석하였다. 1958년 2월 10일에 검사가 "무지몽매한 자가 아니며 일시적 충동으로 부역할 수 없다. 하지만 피고가 대한민국이 공산주의와 다르다는 것을 깨닫고 충성을 맹세한다면 극형을 면해야 할 것이다"면서 징역10년을 구형한 가수 계수남(본명 정덕희) 피고인에 대해 "공산당의 점령지역 안에서 그 기간에 부역한 것은 불가항력이었다"고 하면서 무죄를 주장하였으나 1심에서 사형, 2심에서 무기징역을 선고받았다. 이후 징역20년으로 감형되어 마포형무소에서 7년 2개월 복역중에 재심을 청구하여 출소하여 진행된 재판에서 징역3년을 선고받았다.
1960년 4.19 혁명으로 이승만 정부가 무너지고 장면 정부가 출범하면서 서울고등검찰청 검사장에 임명되어 3·15 부정선거와 4·19 당시 발포 책임자들을 기소하였다. 서울고등검찰청 검사장으로  관용차를 이용하지 않고 아현동 집에서 검찰청인 서소문까지 걸어다니면서 누릉지 도시락으로 점심을 하여 청렴 검사라고 불렸던 최대교는 특히 치안국장을 역임했던 조인구에 대해 주임 검사였던 장병철 검사가 불기소의견을 표명하고 서울지방검찰청 검사장이었던 서정국도 "주임검사의 의견을 무시한 결정은 있을 수 없다"며 기소 주장에 반대했으나 검찰총장실과 법무부 장관실에서 결론을 내리지 못해 대검찰청 심의회에서 최종적으로 최대교가 주장한 대로 살인예비죄를 적용하여 구속기소하였다.  또  [[이승만 정부]를 배경으로 부정축재한 비위 검찰 직원에 대해 면직 처분 등 행정조치에서 끝나지 않고 형사사건으로 입건 처벌하는 "자가 숙청"을 단행했다.
1962년 고등고시 형사소송법 과목 출제위원으로 선발되었던 최대교는 "아들인 최종백이 사법과에 응시한다"며 오해의 소지를 없애기 위해 1962년 2월 20일에 사임서를 제출했다.
최대교는 절도죄로 징역1년을 선고받고 마포형무소에서 출소한 조모씨의 결혼식이 있었던 1962년 5월 7일에 주례를 맡았다.
청렴검사의 상징으로 32년동안 검찰에 있으면서 검찰청 주변에서 "억센 수문장"이라는 평가를 받은 최대교는 신직수 검찰총장이 취임한 이후 검사 1인당 100건이 넘는 미제사건이 생기고 검찰이 부패한 원인을 제공하는 불공평한 인사 제도를 개선하기 위해서  검찰총장이나 법무부장관도 관여할 수 없는 인사심의위원회를 부령으로 제정하도록 건의하였으나 대구고등검찰청 검사장으로 인사 이동이 있자 1963년 12월 24일 퇴직하고 1964년 1월 서울에서 변호사 개업했다.
1964년 4월 27일에 일본 자금 수수 의혹을 밝혀 구속된 김준연 의원에 대해 무료 변호를 자처하면서 구속적부심을 제기했으나 검찰이 구속적부심 신청 이후에 기소를 하였다. 인민혁명당 사건에 대해 "공안부 검사와 책임자의 의견의 차이로 사건을 다른 검사에게 넘겨 기소하게 한 것은 책임자로서 칭찬받을 일이 못된다. 공안부 검사가 기소할 가치가 없다고 주장할 경우 책임자는 자기의 주장이 옳고 그름을 법률적 의견을 교환하여 매듭지어야 할 문제이다"라고 말했다. 삼성그룹 이병철 회장이 "2천만 달러에 달하는 재산을 해외에 도피했다"는 명예훼손 사건에서 "허위사실 여부 입증 책임은 검찰에 있는 것이므로 국내재산 해외도피 사실 등을 입증할 수 있는 시간 여유를 갖기위해 공소취소를 요청했다.
1984년에 한국법률문화상을 수상하면서 "과분한 상을 받게 되어 오히려 부끄럽다"면서도 "법이 생명력을 지니고 존재가치를 가지려면 그 사회의 문화와 형평을 이루어야 해요. 만약 법이 문화 수준보다 높거나 낮으면 결국 법이란 무용지물에 불과합니다"라고 말하면서 해방 이후 헌법이 여러차례 바뀐 것에 대해 "60년이상 헌법의 자구 하나 바뀌지 않은 일본을 배워야 한다"고 했다.
5공화국 말기 통치구조 전환을 두고 사회적 논의가 무르익고 있던 1986년 9월 경향신문이 마련한 각계의 시각을 들어보는 의원내각제 심층 진단에서 "현재 정부형태의 하나로서 거론되고 있는 의원내각제는 무엇보다 독재나 권력형 축재의 폐단을 막을 수 있는 제도라는 점에서 바람직스럽게 생각한다"고 했다.
1969년 1월 11일 <새해 새 아침에>라는 기획에서 한국사회의 법에 대해 "법은 살아있는데 약자에게는 강하고 강자에게는 약한 것 같다"고 진단하면서 "경제 척도를 떠나 법에 사문이 많은 나라는 후진국이고 사문이 없는 나라는 선진국"이라고 말했다.
함흥지방법원 만나 교분을 쌓아왔던 방순원과 함께 1984년 대한변호사협회가 법률문화 향상에 공로가 있는 법조인에게 시상하는 한국법률문화상을 받은 최대교는 유신 이후 법관들의 사법부 독립에 대한 의식이 많이 퇴색된 것을 지적하면서"민주주의의 마지막 보루인 사법부가 권력의 시녀로 전락하는 것을 항상 경계해야 할 것"이라고 말했다.
수서 비리 사건, 국회의원 뇌물 외유사건, 대학교수들의 대입부정사건 등 권력층이나 지도층에 의해 저질러진 고질적인 비리에 대해 최대교는 "法之不行은 自上犯之라는 말이 있어요 권력층이나 지도층부터 솔선하여 법을 지켜야만 일반시민들도 이에 따른다는 것이지요."라고 말하면서  '여성은 결혼할 수 없다'는 법에 의해 왕위를 내놓은 진성여왕을 거론하면서 통치행위와 특권의식을 비판했다.
1992년 12월 10일 세계인권선언일을 기념하여 변호사 개업이후 법률구조사업을 하면서 무료변론을 하는 방법으로 인권보호에 이바지한 공로로 노태우 정부로부터 국민훈장 무궁화장을 받으면서 최대교는 "제가 살아온 90 평생을 돌이켜 보면 국민들의 인권은 별로 신장되지 못한 것이 현실입니다"라면서 "대한민국 법조인 중에 인권옹호를 위해 애써온 사람이 얼마나 되는지 깊은 회의가 듭니다"며 "국민의 인권을 지키기 위해 법조인이 나아가야 할 길은 오로지 법에 따라 법을 지키고 엄정한 법집행을 하는 것"이라고 했다.
국사학자 정인보는 최대교에 대해 秋水之靑靑而柔 不如氷江不可舟(가을 강은 맑으나 부드러워 / 배를 띄우지 못하는 얼음 강과는 다르네)라고 묘사하였다.
김구 암살 범인을 최초로 수사 지휘했던 최대교는 1991년 4월에 "사건 수사가 지휘계통을 무시한 채 안두희에게 한독당 비밀당원증을 발급해준 한독당 조직부장 김학규 등 민간인 7명에 대해 살인교사죄로 당시 김익진 검찰총장이 직접 구속영장을 청구하여 법원장이 직접 발부했다"고 하면서 검찰총장에게 항의했더니 "영감(이승만 지칭)이 노망이 들었는지 이런 지시를 하길래... 양해해달라"라고 말했다. 최대교는 암살 진상을 왜곡한 자책감으로 1949년 1월 사임하고 변호사 개업했었다.
변호사 개업한 이후에도 검소한 생활이 몸에 베어  사망하기 직전까지 시내버스를 타고 법률사무소에 출퇴근하면서 후배들에게 "돈벌이에 급급해서는 법을 바로 다룰 수 없다"며 공정한 법의 적용과 집행을 질책타기도 했던 최대교는 1992년 10월 21일 숙환으로 사망하면서 국민훈장 무궁화장을 받았으며 1999년 12월 3일 한국법조삼성기념사업회에서 김병로, 김홍섭와 함께 전라북도 덕진구 덕진동 시민공원에 동상을 건립하였다. 2005년에는 대검찰청에서 자랑스런 검찰인상으로 선정하였다.

## 경력
- 1933년 11월 ~ 1934년 5월 평양지방법원 사법관 시보
- 1935년 7월 평양지방법원 예비검사
- 1936년 6월 부산지방법원 진주지청 검사
- 1938년 4월 부산지방법원
- 1940년 11월 함흥지방법원 검사
- 1941년 3월 ~ 1942년 4월 함흥예방구금위원회 위원
- 1942년 3월 광주지방법원 검사
- 1944년 11월 전주지방법원 정읍지청 검사
- 1945년 11월 19일 ~ 1948년 11월 19일 제1대 전주지방검찰청 검사장
- 1948년 11월 9일 ~ 1949년 9월 17일 제1대 서울지방검찰청 검사장
- 1960년 5월 18일 ~ 1963년 12월 31일 제6대 서울고등검찰청 검사장
- 1960년 9월 15일 제12회 고등고시 위원(형사소송법)[31]
- 1961년 4월 27일 대법관 선거법에 의한 후보자 추천인단[32]
- 1961년 검찰연구위원회 위원[33]
- 1962년 2월 10일 대검찰청 감찰부 부장[34] 겸직
- 1964년 12월 경향신문 이사

## 수상
- 1984년 제16회 한국법률문화상(대한변호사협회)[35]
- 1991년 12월 10일 세계인권선언일 기념 국민훈장 무궁화장
- 1992년 1월 27일 경기법조회(회장 계창업, 경기중·고등학교 출신 법조인 모임) 주최 《자랑스런 경기 법조인》[36]

## 가족
서울지방법원에서 부장판사와 대한변호사협회 윤리위원장을 맡았었던 최종백이 7남매 중에서 장남이다. 장손인 최낙준 역시 변호사의 길을 걷고 있다. 
각주
1. ↑  동아일보 1949년 1월 30일자. 경향신문 1949년 2월 5일자
2. ↑  동아일보 1949년 4월 17일자
3. ↑  경향신문 1949년 6월 23일자
4. ↑  경향신문 1949년 7월 26일자 동아일보 1949년 8월 5일자
5. ↑  동아일보 1949년 8월 6일자
6. ↑  동아일보 1949년 8월 29일자
7. ↑  동아일보 1949년 9월 25일자
8. ↑  경향신문 1963년 12월 27일자
9. ↑  동아일보 1949년 8월 10일자
10. ↑  경향신문 1953년 12월 20일자
11. ↑  경향신문 1958년 2월 11일자
12. ↑  경향신문 1958년 2월 25일자
13. ↑  경향신문 1960년 6월 18일자
14. ↑  경향신문 1960년 9월 16일자
15. ↑  1962년 2월 21일자 동아일보
16. ↑  동아일보 1962년 5월 14일자
17. ↑  경향신문 1963년 12월 24일 ,1963년 12월 27일자
18. ↑  1964년 4월 27일자 동아일보
19. ↑  경향신문 1964년 9월 7일자
20. ↑  1964년 10월 19일자 경향신문
21. ↑  경향신문 1984년 8월 18일자
22. ↑  1986년 9월 17일자 경향신문
23. ↑  1969년 1969년 1월 11일자 동아일보
24. ↑  1984년 8월 17일자 동아일보
25. ↑  1991년 2월 10일자 동아일보
26. ↑  경향신문 1991년 12월 11일자
27. ↑  동아일보1992년 10월 21일자
28. ↑  경향신문 1992년 4월 17일자 1992년 4월 16일자
29. ↑  한겨레 1999년 12월 6일자
30. ↑  [www.spo.go.kr/_custom/spo/_common/board/download.jsp?attach_no=13247]
31. ↑  1960년 9월 15일자 동아일보
32. ↑  경향신문 1961년 4월 27일자
33. ↑  1961년 11월 16일자 동아일보
34. ↑  동아일보 1962년 2월 10일자
35. ↑  경향신문 1984년 8월 18일자
36. ↑  1992년 1월 26일자 경향신문
37. ↑  경향신문1998년8월13일자

## 참고 문헌
- 민족문제연구소 (2009). 〈최대교〉. 《친일인명사전 3 (ㅇ ~ ㅎ)》. 서울. 693쪽.
- 『법에 사는 사람들』(동아일보 연재)
- 『백범의 죽음』(KBS 1TV 1989년 6월 21일)
- 『사람을 알고 사람을 말하라』(김진배, 중암기획 1992년)
- 『조선총독부 조선인 사법관』(전병무, 역사공간, 2012)
- 『친일인명사전』3 (민족문제연구소, 2009)
- 「검사의 한 표상으로서 최대교」(정긍식, 『법사학연구』 34, 2006)
- 「일제 강점기의 사법 관료에 대한 일 연구: 검사 최대교를 중심으로」(임상혁, 『한국민족운동사연구』 57, 2005)